# Parafia św. Michała Archanioła w Kucicach
Parafia pw. św. Michała Archanioła w Kucicach – parafia należąca do dekanatu płońskiego południowego, diecezji płockiej, metropolii warszawskiej. Poprzednio należała do dekanatu płońskiego, diecezji płockiej, metropolii warszawskiej.

## Historia parafii
Została erygowana pod koniec XIV wieku. Pierwsze informacje źródłowe o parafii pochodzą z końca XV wieku. Pierwszy kościół został zbudowany w 1598. Proboszczem parafii jest od 2012 ks. Tadeusz Milczarski. 

### Kościół parafialny
Obecną świątynię ukończono w 1783. Jest to budowla drewniana, orientowana, salowa, bez wyodrębnionego prezbiterium. Zbudowana jest na planie ośmiokąta. Dach gontowy, wielospadowy, z ośmioboczną wieżyczką. Ołtarz główny barokowy z XVII wieku, ołtarze boczne barokowe z XVIII wieku, ambona, chrzcielnica i kropielnica o cechach późnorenesansowych z XVI-XVII wieku. 

### Zasięg parafii
Do parafii należą wierni z miejscowości: Kucice i Nowe Kucice.